# Bamiyan (provins)
Bamiyan er en af de 34 provinser, Afghanistan er inddelt i. Provinsen er beliggende i det centrale Afghanistan og er mest kendt for de berømte buddah-statuer, som blev ødelagt af Taliban-regimet. Bamiyan er Hazara-folkets hoved by.
34°45′N 67°15′Ø / 34.75°N 67.25°Ø